# الهاجر، یمن
ال هاجر، یمن یک منطقهٔ مسکونی در یمن است که در شهر البیضاء واقع شده‌است.

## خصوصیات
ال هاجر ۲٬۰۰۱ متر بالاتر از سطح دریا واقع شده‌است.